# Facultad de Medicina de la Universidad de Granada
La Facultad de Medicina de Granada es un centro docente universitario perteneciente a la Universidad de Granada, donde se imparten los estudios conducentes al título oficial de médico, así como otros relacionados con las ciencias de la salud en general y con la medicina en particular.
Fundada en 1532, fue una de las primeras facultades de la Universidad de Granada, junto a la Facultad de Filosofía y Letras. Por ello, es considerada una de las Facultades de Medicina históricas de España.
Antes de su traslado al Campus de Ciencias de la Salud., se ubicaba en el Campus Centro, en un edificio histórico neoclásico junto al Hospital Universitario Virgen de las Nieves.

## Docencia
En la actualidad en la Facultad de Medicina de la Universidad de Granada se imparten los siguientes estudios universitarios oficiales:
- Grado en Medicina
- Máster Universitario en Antropología Física y Forense
- Máster Universitario en Avances en Radiología Diagnóstica y Terapéutica y Medicina Física
- Máster Universitario en Biomedicina Regenerativa
- Máster Universitario en Ingeniería Tisular
- Máster Universitario en Investigación Traslacional y Medicina Personalizada
- Máster Universitario en Investigación y Avances en Medicina Preventiva y Salud Pública
- Máster Universitario en Neurociencias y Dolor

## Historia
Fue creada en el año 1532, seis años después de que el Emperador Carlos I diera los primeros pasos para la fundación de la universidad de Granada, sobre la base de tres facultades: leyes, teología y medicina. Gracian Mexía fue el primer profesor y primer decano. El siglo XVI transcurre en un ambiente de tolerancia, con la inclusión de alumnos moriscos, pero con escasez de recursos económicos. En dicho siglo surge en Granada la figura de San Juan de Dios, fundador de una red de hospitales que ha llegado hasta nuestros días.
El siglo XVII trae una ampliación de la facultad gracias al donativo de Juan Crespo Marmolejo y se publica el primer plan de estudios. En el siglo XVIII se traslada al Colegio de San Pablo, actual sede de la Facultad de Derecho.
En el  año 1857, la facultad se  trasladó a un edificio contiguo al hospital de San Juan De Dios, sito en la actual calle Rector López Argüeta. En el año 1944 se trasladó a su penúltima ubicación, a un edificio neoclásico obra de los arquitectos Sebastián Vilata y Valls, y Vicente Botella y Miralles. En este periodo de comienzos del siglo XX alcanza sus momentos de máximo esplendor, llegando a tener unos 500 alumnos. En 1912 se matricula la primera mujer, Eudoxia Piriz.

## Instalaciones y servicios

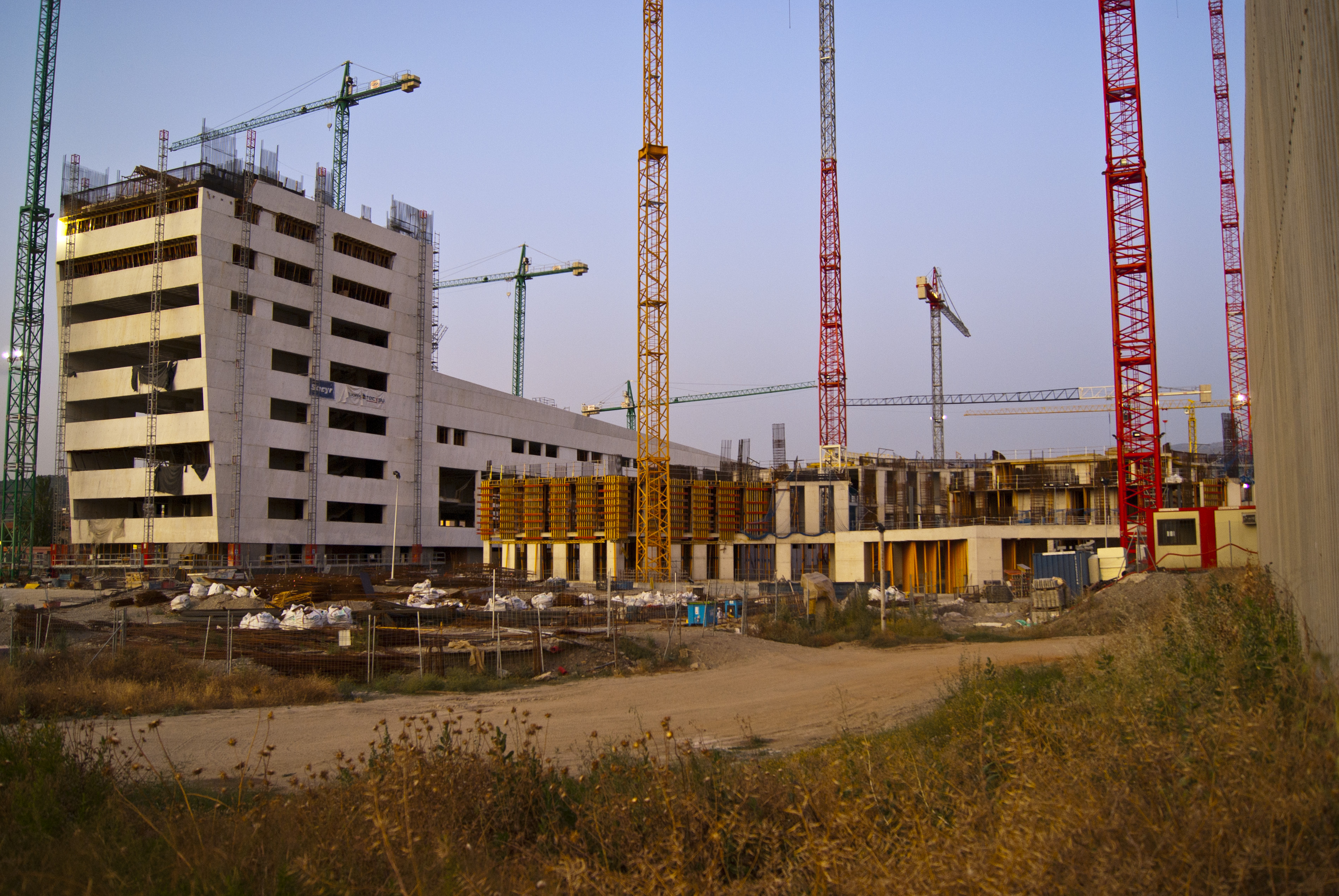
Obras del Parque Tecnológico de Ciencias de la Salud.

La Facultad de Medicina contaba desde 1944 con un amplio edificio situado en la Avenida de Madrid de la ciudad de Granada en donde se recogía la mayor parte de la actividad docente de la facultad. El edificio contaba con 22 aulas, 5 laboratorios y otros espacios de investigación complementarios. Cercano a la facultad, se encontraba el Hospital Universitario San Cecilio, que complementa la actividad práctica y que fue inaugurado en 1952.
En 2015 tanto la facultad como el hospital fueron trasladados a nuevas y modernas instalaciones en el Parque Tecnológico de Ciencias de la Salud.
Cuenta con la Biblioteca Universitaria Biosanitaria, con recursos y obras de referencia en el campo de la medicina y la salud y más de 600 plazas de capacidad.
Destaca su colección de esqueletos, que abarca desde la prehistoria hasta la actualidad, lo que la hace referente internacional.

## Departamentos docentes
La Facultad de Medicina de Granada es sede de los departamentos docentes de la Universidad de Granada relacionados con la medicina. Concretamente, en la Facultad de Medicina tienen sede los siguientes departamentos:
- Departamento de Anatomía Patológica e Historia de la Ciencia
- Departamento de Anatomía y Embriología Humana
- Departamento de Bioquímica y Biología Molecular III e Inmunología
- Departamento de Cirugía y sus especialidades
- Departamento de Estadística e Investigación Operativa
- Departamento de Farmacología
- Departamento de Fisiología
- Departamento de Histología
- Departamento de Medicina
- Departamento de Medicina Legal, Toxicología y Antropología Física
- Departamento de Medicina Preventiva y Salud Pública
- Departamento de Microbiología
- Departamento de Obstetricia y Ginecología
- Departamento de Pediatría
- Departamento de Psiquiatría
- Departamento de Radiología y Medicina Física

## Profesores y alumnos ligados a la facultad

### Profesores
- Gracián Mexía, (siglo XVI), primer profesor y decano.
- Mariano López Mateos (1800-1863), catedrático y decano.
- Vicente Guarnerio Gómez (1818-1880), decano y precursor de la anestesiología con cloroformo.
- Juan Creus y Manso (1828-1927), cirujano.
- Benito Hernando y Espinosa (1846-1916), catedrático de terapéutica y especialista en la lepra.
- Rafael Branchat y Vime de Prada (1848-1897),[8] catedrático de Obstetricia y Patología General.
- Juan Barcia Caballero (1852-1926), catedrático. También fue escritor en gallego y español.
- Andrés Martínez Vargas (1861-1948), catedrático de Enfermedad de la Infancia de 1888 a 1892.
- Miguel Guirao Gea (1886-1977), catedrático de Anatomía, decano y arqueólogo.
- Alejandro Otero Fernández (1889-1953), catedrático de Ginecología.
- Rafael García-Duarte Salcedo (1894-1936), catedrático de Pediatría.
- Luis Rojas Ballesteros (1905-1974), catedrático de Psiquiatría.
- José Gay Prieto (1905–1979), catedrático de Dermatología y Venereología.
- Antonio Galdó Villegas (1906-1994), catedrático de Pediatría, codescubridor de la alfafetoproteína.
- Eduardo Ortiz de Landázuri (1910-1985), catedrático de Patología General (1942-1951), y de Patología Clínica y Médica (1951-1958).
- Felipe de Dulanto Escofet (1915-1998), catedrático de Dermatología y Venereología.
- Buenaventura Carreras Matas (1918-1988), catedrático de Oftalmología.
- Juan Antonio Gisbert Calabuig (1922-1999), catedrático de Medicina Legal.
- Hugo Galera Davidson (Tenerife, 1938) catedrático de las facultades de Granada y Sevilla.
- Maria Teresa Pascual Morenilla, 1942) catedrática de Anatomía
- Antonio Campos Muñoz (San Fernando (Cádiz), 1951), catedrático de Histología desde 1981 y miembro de la Real Academia Nacional de Medicina.
- Miguel Lorente Acosta (Serón, 1962), profesor titular de Medicina Legal y Delegado del Gobierno para la Violencia de Género desde 2008.
- José Gutiérrez Fernández (Málaga, 1961), catedrático de Universidad de Microbiología - Coordinador del Grado en la Facultad de Medicina entre 2008 y 2016.

### Alumnos
- Francisco Solano de Luque (1684-1738), destacado clínico de la época.
- Bernabé Soriano de la Torre (1842-1909), médico y filántropo jiennense.
- Federico Olóriz Aguilera (1855-1912). Director del Hospital San Juan de Dios de Granada. Catedrático de Anatomía de la Universidad Central de Madrid.
- José Gálvez Ginachero (1866-1952), médico y alcalde de Málaga.
- Manuel Fernández-Montesinos Lustau (1901-1936), médico y político socialista español, alcalde de Granada en 1936, durante la República.
- Fermín Palma Rodríguez (Jaén, 1925), médico, cirujano, historiador de la Medicina y humanista.
- José García González (Lena (Asturias), 1938), Consejero de Sanidad y Seguridad Social de Asturias y Consejero de Bienestar Social de Asturias.
- Javier Pérez Pérez (1946-2004), profesor de Obstetricia  y Ginecología en la Facultad de Medicina de la Universidad de La Laguna.
- Rafael Vallejo Rodríguez (Bailén, 1947), médico y político socialista español.